# Dan Smith (piosenkarz)
Daniel Campbell "Dan" Smith (ur. 14 lipca 1986 w Londynie) – brytyjski piosenkarz, autor tekstów oraz producent muzyczny. Jest głównym wokalistą, producentem, autorem tekstów i założycielem brytyjskiego rockowego zespołu Bastille. Zespół powstał w 2010, a osiągnął masową popularność w 2013 wraz z publikacją piosenki "Pompeii". We wrześniu 2016 roku grupa wydała swój drugi album, "Wild World". 14 czerwca 2019 ukazał się ich trzeci album zatytułowany  Doom Days .

## Kariera solowa
Smith uczył się w University of Leeds w Leeds, w  hrabstwie West Yorkshire, gdzie ukończył kierunek Język Angielski i Literatura. W wieku piętnastu lat Smith zaczął komponować utwory na fortepianie i laptopie w swojej sypialni, ale trzymał je w sekrecie przed swoją rodziną i znajomymi. Było tak, dopóki jego sekret nie został odkryty przez przyjaciela, który natknął się na niego w trakcie tworzenia. Ten przyjaciel namówił go do wzięcia udziału w konkursie, którego nagrodą było profesjonalne nagranie w studiu i wstęp na koncercie. Perkusista zespołu Chris "Woody" Wood opisał jego wcześniejszą muzykę jako "left wing" (lewicową). Smith nie osiągnął szerokiego sukcesu w swojej solowej karierze, ale kontynuował pisanie piosenek, samotnie, jak i ze swoim bliskim przyjacielem, współlokatorem, Ralphem Pelleymounter z zespołu To Kill a King. We dwoje stworzyli projekt nazwany "Annie Oakley Hanging", który Pelleymounter opisywał jako "kowbojski".
Po ukończeniu studiów Smith powrócił do Londynu, gdzie kontynuował realizację swojej solowej kariery. Po znalezieniu w skrzynce pocztowej broszury oraz naleganiach mamy skontaktował się z Woodem, który poszukiwał uczniów do nauki gry na perkusji. Smith spotkał się z Woodem w nadziei, że będzie mógł założyć zespół z jednym z jego uczniów. Wood był pod wrażeniem utworów Smitha do tego stopnia, że sam postanowił zostać perkusistą w jego zespole.
W 2015 Smith wystąpił jako wokalista w piosence "La Lune" wyprodukowanej i napisanej przez francuskiego muzyka elektronicznego Madeon na jego album Adventure. W tym samym roku Dan Smith współ-napisał z Foxes i zaśpiewał piosenkę "Better Love" wydaną 4 września.
Smith, wraz ze swoim zespołem, wypuścił trzy albumy "Bad Blood", "Wild World" i "Doom Days".

## Wpływy
Smith jest fanem serialu telewizyjnego Twin Peaks oraz jednego z twórców – Davida Lyncha. Serial był inspiracją dla jednej z pierwszych nagranych piosenek "Laura Palmer" i "Overjoyed" – pierwszej piosenki Bastille wydanej przez Virgin Records.
Smith przedtem powiedział, że na jego wcześniejsze prace mocny wpływ mieli artyści tacy jak Regina Spektor.

## Życie osobiste
Pisze i aranżuje wszystkie piosenki Bastille. Pracował z przyjacielem Markiem Crew przy produkcji remixów "Bad Blood" i "Wild World". Gra na fortepianie, keybordzie, perkusji i melodyce.
Rodzice Smitha pochodzą z południowej Afryki. To im dedykowana jest piosenka "Durban Skies". Tekst utworu opowiada o tym, jak poznali i pokochali się jego rodzice.

## Projekty poboczne
Dan Smith współpracuje z Ralphem Pelleymounter z zespołu "To Kill a King" w projekcie zwanym "Annie Oakley Hanging".